# Filistéer

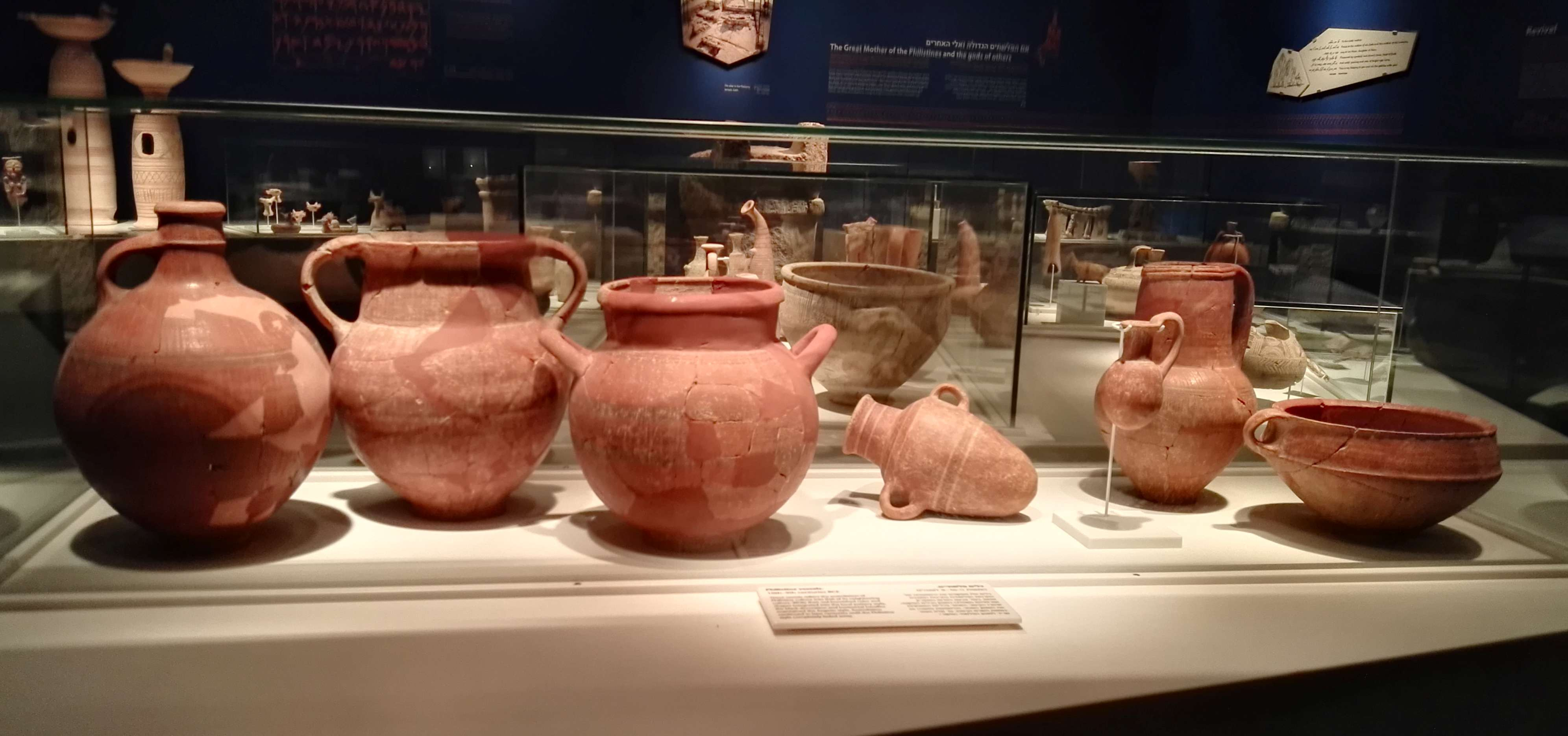
Filisteisk keramik

Filistéer (hebreiska: פְּלִשְׁתִּים, pelištim) var en forntida folkstam som bebodde en landremsa utefter Medelhavets östra kust mellan år 1 200 - 600 f. Kr. Filistéer var ett av de många sjöfolk som under flera århundraden tros ha koloniserat stora delar av Levanten, med start runt år 1 200 f. Kr. Stammen var av egeiskt ursprung och tros vara indoeuropeisk. DNA-fynd tyder på att folkstammen kom från södra Europa.
Området som beboddes av filistéer kallas i Gamla testamentet för "Filistén". Arkeologiska utgrävningar har där hittat tecken till stadsplanering, samt en utvecklad vin- och olivproduktion. Tidig filisteisk keramik påminner om egeisk och mykensk kultur, med krukor dekorerade i bruna och svarta nyanser. Gravar från år 1 100 - 800 f. Kr. visar att man hade liknande begravningstraditioner som den egeiska kulturen. Det sista spåret av filistéerna är från 587 f. Kr., då deras rike föll i Babyloniens händer.
Filistéerna har gett upphov till namnet på regionen Palestina. Under antiken var området känt som Judea, men på 130-talet, efter att det judiska upproret Bar-Kokhba-revolten slagits ned, bytte Romarriket namn på provinsen till Syria Palaestina. Det senare namnet var inspirerat från det sedan länge utdöda folkslaget filistéer. Denna grekiska och senare latiniserade form av Filistén har gett upphov till benämningen Palestina.

## I Gamla testamentet
Enligt Gamla testamentet härstammade filistéerna från Kaftor, vilket har tolkats som Kreta. De skildras mycket negativt i bibeln, och har ibland kallats för israeliternas ärkefiender. I Gamla testamentet berättas det att filistéerna i sina försök att expandera sitt område stötte på israelitiska stammar. Dessa historier innefattar bland annat berättelsen om David och Goliat samt berättelsen om Simson.  
Det bibliska Filisteen var en allians av fem självständiga stadsstater: de tre kuststäderna Gaza, Ashkelon och Ashdod, samt Ekron och Gat längre in i landet. De kuvades av kung David, men återvann snabbt sin självständighet när Salomo blev kung. Senare förlorade de sin självständighet till persiska och assyriska kungar.
Filistéernas förnämsta gudar var Beelzebub, Astarte och Dagon.